# Pierre Corajoud
Pour les articles homonymes, voir Corajoud.
Pierre Corajoud, né en 1969 à Lyon, est un géographe et écrivain vaudois.

## Biographie
Pierre Corajoud arrive à l'âge de trois ans à Genève. Trois ans plus tard, ses parents quittent cette ville pour venir s'installer à Lausanne. Il entame des études de chimie à l'École polytechnique fédérale de Lausanne, puis, avec plus de succès, étudie l'ethnologie et la géographie à Neuchâtel. Dès cette époque, il commence à déambuler dans sa propre ville et découvre qu'il peut s'évader à deux pas de chez lui.
De sa passion pour les promenades et la flânerie naissent de nombreux livres (dont certains traduits en différentes langues) sur les balades à Lausanne et en Suisse Romande.
Pierre Corajoud fait de la marche un art de vivre, un moteur d'émotion que l'auteur a eu envie de partager. "Se promener permet de prendre du recul et de réfléchir. Pendant ces balades, on marche lentement, un peu au hasard, et on expérimente un autre rapport au temps et à l'espace".
En 2008, Pierre Corajoud est lauréat du Prix de l'éveil 2008 de la Fondation vaudoise pour la culture.
Il a accompagné plus de 2000 balades depuis 1997, dont plus de la moitié à Lausanne.

## Choix d’œuvres
- "Sortir" à Lausanne le soir : territorialité des jeunes Lausannois (apprenti(e)s et gymnasien(ne)s), Neuchâtel : Université de Neuchâtel Institut de géographie, 1994.
- Balades buissonnières à Neuchâtel et alentours : sept balades à travers des chemins à (re)découvrir de Cortaillod à St-Blaise [photos : Caroline Herminjard] Lausanne : chez l'auteur, 2000.
- Étonnantes rivières vaudoises : à remonter à pied en 15 balades [Lausanne] 2001.
- Le temps d'une flânerie : impressions d'un aventurier du proche, Lausanne 2002.
- Flâneries lausannoises, Lausanne 2002.
- Merveilleuse campagne vaudoise, Lausanne 2002.
- Terre de contrastes : 15 balades insolites en Romandie, en ville, à la campagne, sur l'alpage [photos : Caroline Herminjard-Corajoud] Lausanne : chez l'auteur, [2005].
- Le chemin de Jean-Jacques Rousseau : guide pédestre de dix balades bucoliques en Suisse romande Lausanne [2007].
- Balades de banc en banc : à travers les villes vaudoises Ligues de la santé ; [collab. Pierre Corajoud et pro Senectute], Chavannes-près-Renens : Ligues de la santé, 2010.
- La balade des 1001 arbres : à travers un Lausanne insolite, [Lausanne] : P. Corajoud, 2010.
- Lausanne : une ville à découvrir avec les transports publics, Lausanne tourisme, 2013.

### Sources
- « Pierre Corajoud », sur la base de données des personnalités vaudoises sur la plateforme « Patrinum » de la Bibliothèque cantonale et universitaire de Lausanne.
- 24 Heures, 2002/11/15, p. 33 & 2001/04/14, Gilbert Salem, 2004/03/04, p. 27 & 2008/12/05, p. 44
- Eugène Meiltz, Le Temps, 2007/08/15
- 24 Heures - éd. Riviera-Chablais, 2007/07/03, p. 25